# Centropogon irazuensis
Centropogon irazuensis là loài thực vật có hoa trong họ Hoa chuông. Loài này được Wilbur mô tả khoa học đầu tiên năm 1972.